# Elgin City Football Club
El Elgin City Football Club es un club de fútbol de Escocia, con sede en Elgin. Fue fundado en 1893 y compite en la Scottish League Two, cuarta categoría del fútbol escocés.

## Historia
El actual club de la ciudad de Elgin se formó el 10 de agosto de 1893 al fusionarse dos equipos de la ciudad, Rovers (fundado en 1887) y Vale of Lossie (fundado en 1888). Sin embargo, el nombre Elgin City fue utilizado por dos clubes antes de esto. El primero se formó en octubre de 1879, pero duró poco tiempo. El segundo se formó en octubre de 1884 y duró hasta principios de 1887.
El primer gran honor del club actual llegó en la temporada 1898-1899 cuando se convirtió en el primer equipo fuera de Inverness en ganar la Copa del Norte de Escocia, venciendo al Clachnacuddin por 2-1. Sin embargo, no lograron registrar más éxitos aparte de la Copa del Distrito de Elgin hasta 1924, cuando nuevamente ganaron la Copa del Norte de Escocia por segunda vez. Desde entonces han ganado honores con relativa frecuencia.
En 1968, el club alcanzó los cuartos de final de la Copa de Escocia, lo más lejos que ha llegado un club de la Highland League .
El club obtuvo el estatus de liga en 2000 cuando la SPL se amplió a doce clubes dejando dos lugares por cubrir. Peterhead se unió a ellos en la Tercera División de la Highland League.  Desde que se unió a la SFL, Elgin ha tenido problemas de consistencia, pero en la temporada 2003-04 recuperó la Copa del Norte de Escocia.
En diciembre de 2005, el asistente del gerente Kenny Black vio frustrada una oferta pública de adquisición en el último momento. Muchos fanáticos vieron su oferta como la mejor oportunidad para ascender en las ligas, pero una controvertida venta de acciones en el club significó que la oferta de Black fuera derrotada. David Robertson, entonces entrenador, también optó por abandonar el club. Posteriormente, el ex gerente de Lossiemouth, Graham Tatters, fue nombrado nuevo presidente de Elgin. El capitán del club en ese momento, Jamie McKenzie fue nombrado gerente interino y una racha de buenos resultados fue recompensada con el premio Gerente del Mes de diciembre de 2005; en ese momento era el gerente en servicio más joven del Reino Unido.
A principios de 2006, Brian Irvine , ex internacional de Aberdeen , Ross County y Escocia, fue nombrado entrenador.  Sin embargo, tras un comienzo muy pobre de la temporada 2006-07, dejó el club a pesar de haber forjado una buena relación con la afición. 
Después de un breve período con el entrenador interino Graham Tatters (durante el cual perdieron ante Highland League Deveronvale en la tercera ronda de la Copa de Escocia ), el exentrenador de Clachnacuddin, Robbie Williamson , fue nombrado en enero de 2007.  Williamson renunció el 20 de diciembre de 2008, antes de un juego con los Rangers de Berwick . Dejó al equipo colista de Tercera División tras sólo dos victorias en 15 jornadas. 
El 23 de enero de 2009, el exjugador del Everton, Norwich City, Dundee, Dunfermline Athletic y Kilmarnock, Ross Jack fue nombrado nuevo entrenador del club, firmando un contrato de tres años y medio. Fue un exjugador-entrenador de Montrose y exentrenador asistente en el condado de Ross. El 5 de enero de 2013, Elgin City se convirtió en el primer club en quitarle un punto a los Rangers en Ibrox en la temporada, y el juego terminó 1-1. Ross Jack dejó el club el 22 de enero de 2014 después de cinco años a cargo, con el club en la segunda posición más baja de la división. En su etapa en el club, el punto culminante fue llegar a los play-offs divisionales al final de la temporada 2011-12. 
El exjugador y asistente del entrenador Barry Wilson fue nombrado entrenador el 28 de enero de 2014 y anunció su intención de tener un equipo de jugadores del norte.  Barry Wilson renunció como gerente el 17 de noviembre de 2014  y fue reemplazado por Jim Weir 10 días después.  El 30 de abril de 2016, sellaron el subcampeonato de la Scottish League Two y entraron en las eliminatorias de promoción. Sin embargo, perdieron 5-1 en el global ante Clyde y permanecieron en la Liga Dos . El club terminó quinto en 2017 , perdiendo un lugar en los playoffs por un punto.  2018vio otro final en la mitad de la tabla, ya que el club terminó la campaña en sexto lugar con 49 puntos. En 2019, el club terminó en octavo lugar, 24 puntos por encima del lugar de los playoffs.

## Estadio
Elgin City ha jugado en Borough Briggs desde 1921 cuando reemplazó a Cooper Park. Actualmente, el campo tiene una capacidad para 4.520 (478 sentados)  y es el campo de la liga de fútbol más al norte del Reino Unido.